# SpaceX Dragon
Dragon is een reeks ruimteschepen van het Californische ruimtevaartbedrijf SpaceX.
Er zijn reeds drie varianten van en een vierde variant is in ontwikkeling. Allen bevatten ze een drukcabine en een “kofferbak” die niet onder druk staat waarin vracht als onderdelen voor ruimtestations kunnen worden meegenomen. Een andere overeenkomst tussen de verschillende varianten van de Dragon is het gebruik van de Draco-stuwers voor zowel de eigen voortstuwing als besturing. Dragons worden gelanceerd met Falcon-raketten.

## Dragon

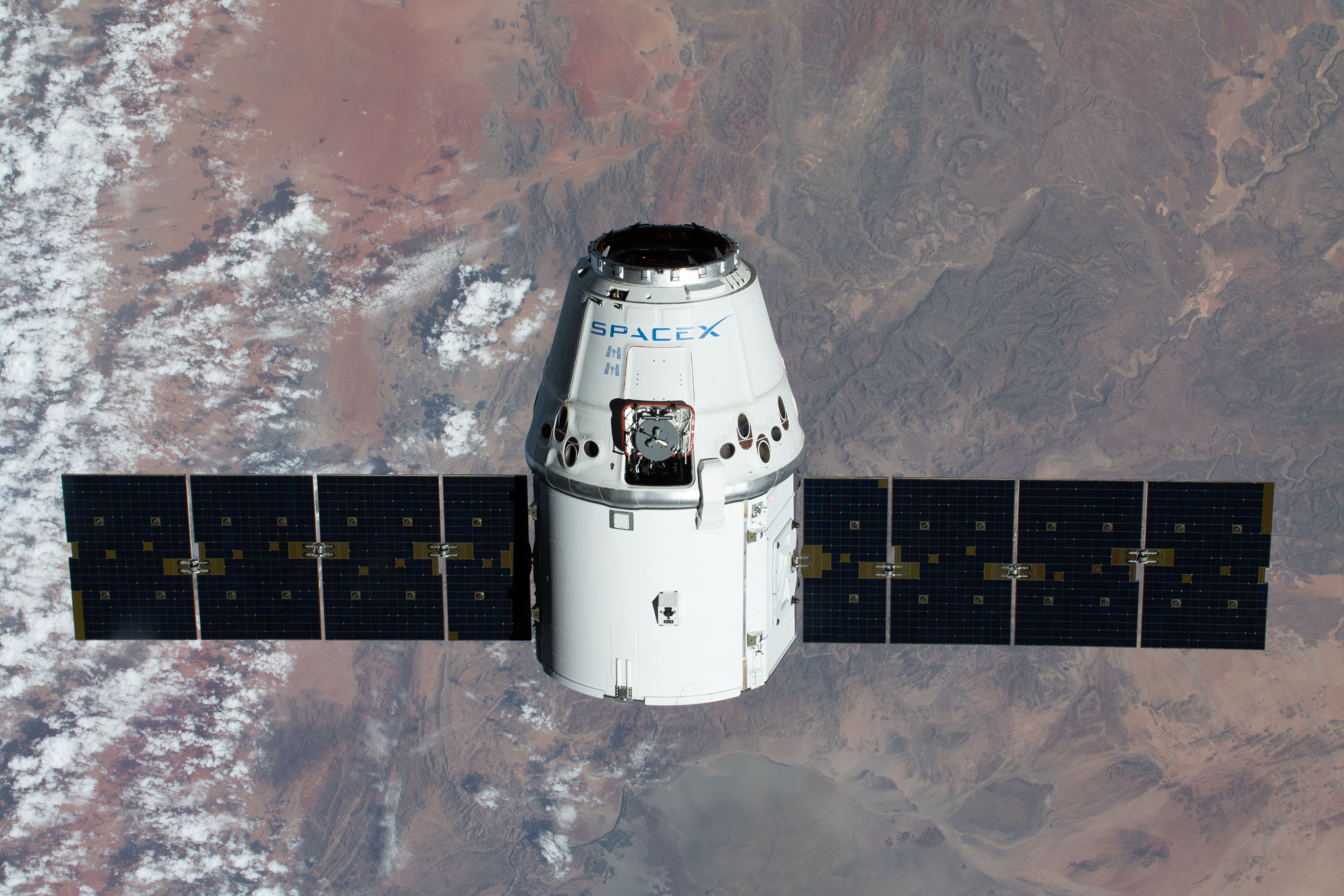
Dragon C112 tijdens zijn derde en laatste vlucht;CRS-20

De eerste generatie Dragons werd ontwikkeld onder NASA's Commercial Orbital Transportation Services-programma ten behoeve van het Commercial Resupply Services-programma. Dit onbemande type ruimtevaartuig werd tussen 2010 en 2020 gebruikt voor twee testvluchten en twintig Commercial Resupply Services-missies naar het ISS. Een vlucht mislukte door een falende draagraket. Aanmeren gebeurde met behulp van een Canada-arm een grote robot-arm van het ISS die de dragon opving en aan de juiste poort koppelde. Op de achterbak zaten uitklapbare zonnepanelen die de capsule van stroom voorzagen. Een aantal van de dertien gebouwde Dragons werd tot driemaal toe ingezet. De missies duurden ongeveer maand. Lanceringen gebeurden met een Falcon 9-raket. Een Dragon was in staat 6000 kg vracht naar het ISS te vervoeren. Terug was dat maximaal 3500 kg.

## Dragon 2
Dragon 2 is de tweede generatie Dragon-ruimtevaartuigen. Door verbeterde navigatie en een ander type koppelpoort kan deze generatie volautomatisch aanmeren bij het ISS of toekomstige ruimtestations met een International Docking Adapter (IDA). Net als de Dragon 1 is de Dragon 2 herbruikbaar. Op de niet herbruikbare achterbak zitten vaste zonnepanelen en een koelingsradiator. Dragon 2’s worden met een Falcon 9-block 5 gelanceerd waarvan de eerste trap normaliter zal landen.

### Crew Dragon

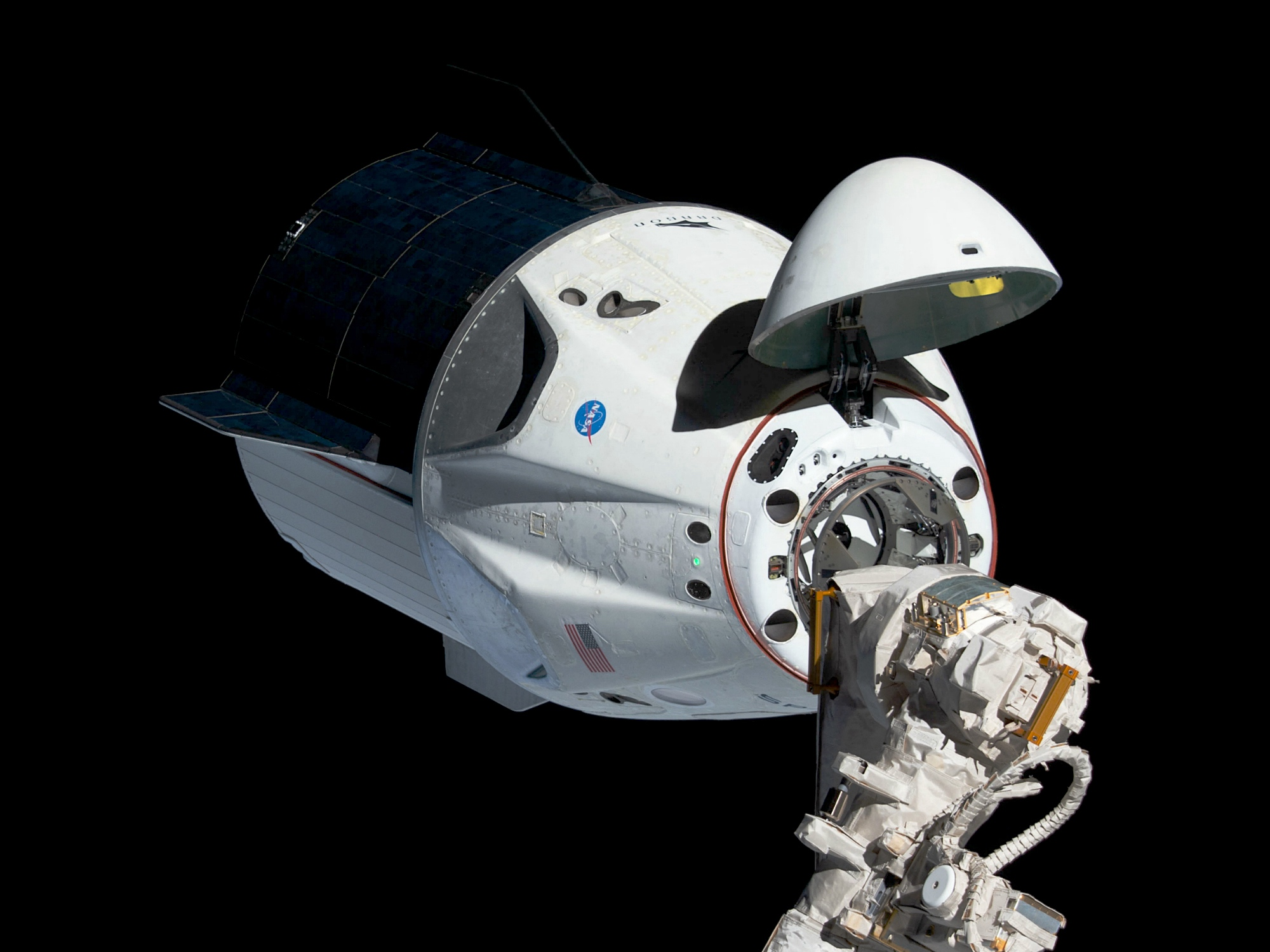
Crew Dragon C201 tijdens het aankoppelen voor missie SpX-DM1

De Crew Dragon is de bemande variant en kan tot vier ruimtevaarders vervoeren. Deze is ontworpen voor het Commercial Crew-programma Behalve een ander interieur en besturing is deze ook met acht ontsnappingsmotoren van het type SuperDraco uitgerust. De eerste onbemande testvlucht werd in maart 2019 uitgevoerd. De bemande testvlucht naar het ISS werd gelanceerd op 30 mei 2020. NASA en SpaceX verwachten vanaf augustus 2020 reguliere vluchten van een half jaar naar het ISS met Crew Dragons uit te voeren. De Crew Dragon wordt zowel voor NASA als voor ruimtetoerisme ingezet. De ontsnappingsmotoren zouden aanvankelijk ook als landingsmotoren worden gebruikt. SpaceX moest dat plan echter loslaten omdat ze geen geschikt landingsgestel hadden. Daarom landt de Crew Dragon net als de Dragon 1 en de Cargo Dragon aan parachutes in zee.

### Cargo Dragon

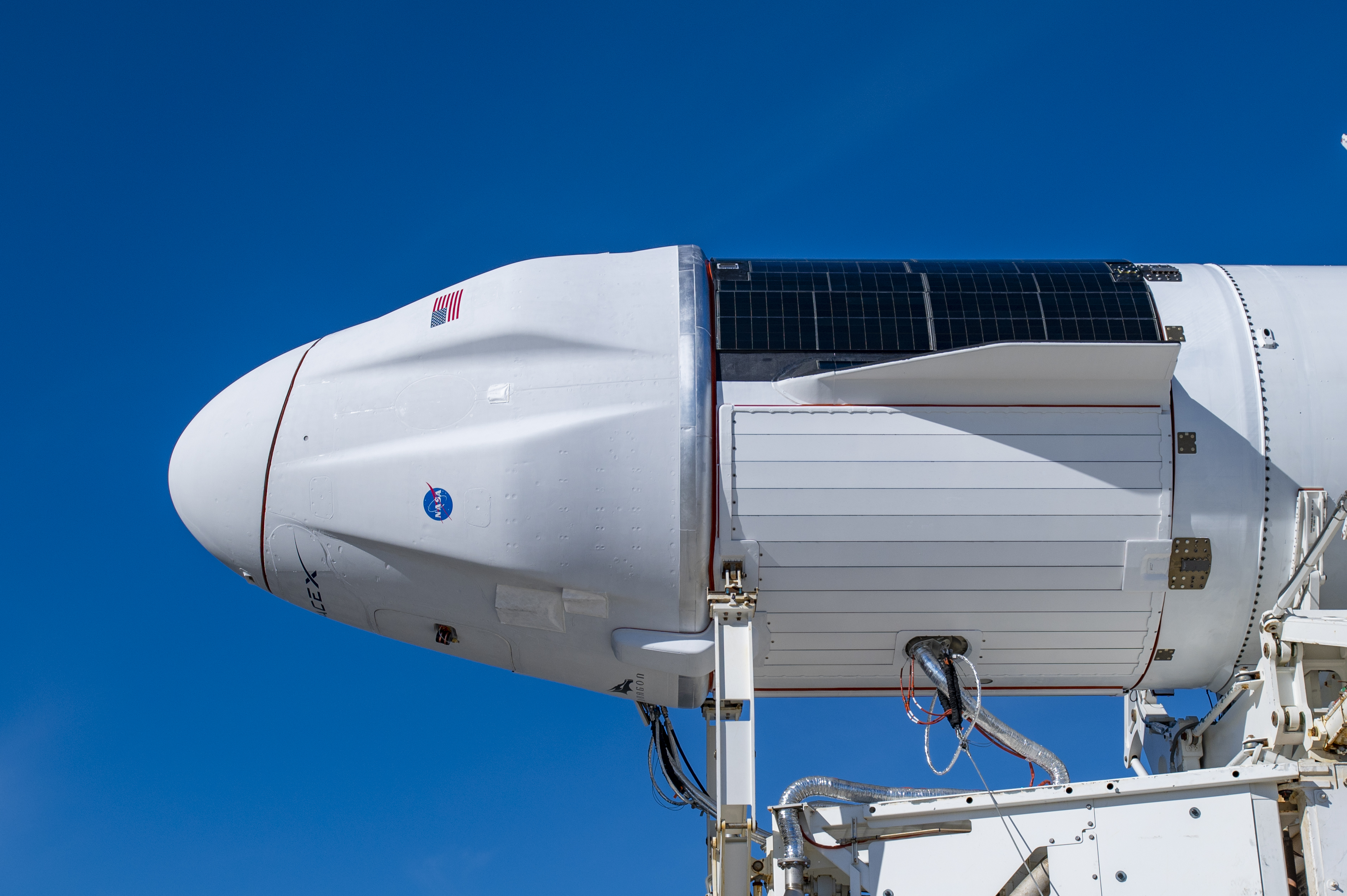
Cargo Dragon C208, horizontaal op de Falcon 9 gemonteerd tijdens de roll-out voor missie CRS-21

De Cargo Dragon is een versimpelde versie van de Crew Dragon met vrachtrekken en zonder ontsnappingsmotoren. Deze werd op 6 november 2020 voor het eerst gelanceerd. Doordat de Cargo Dragon bij de IDA aanmeert die een kleinere poort bevat dan de poort van de Dragon 1 is de maximumgrootte van te vervoeren vrachtpakketten iets kleiner. De vrachtcapaciteit is qua volume twintig procent groter dan die van de Dragon 1 maar in massa vergelijkbaar. De Cargo Dragon wordt ingezet onder het Commercial Resupply Services 2-contract.

### Red Dragon
De Red Dragon is een geannuleerd ruimtevaartuig waarvan het ontwerp sterk op de Crew Dragon was gebaseerd en was bedoeld om op de planeet Mars te kunnen landen. Hiervoor zou het de SuperDraco’s gebruiken. Voor de lancering naar Mars zou een Falcon Heavy worden gebruikt. De Red Dragon werd geannuleerd toen het ontwerp van het landingsgestel van de Crew Dragon niet bleek te voldoen en SpaceX directeur Elon Musk besloot dat hun volgende generatie raketten en ruimteschepen genaamd Starship meer geschikt was voor Marslandingen.

## Dragon XL

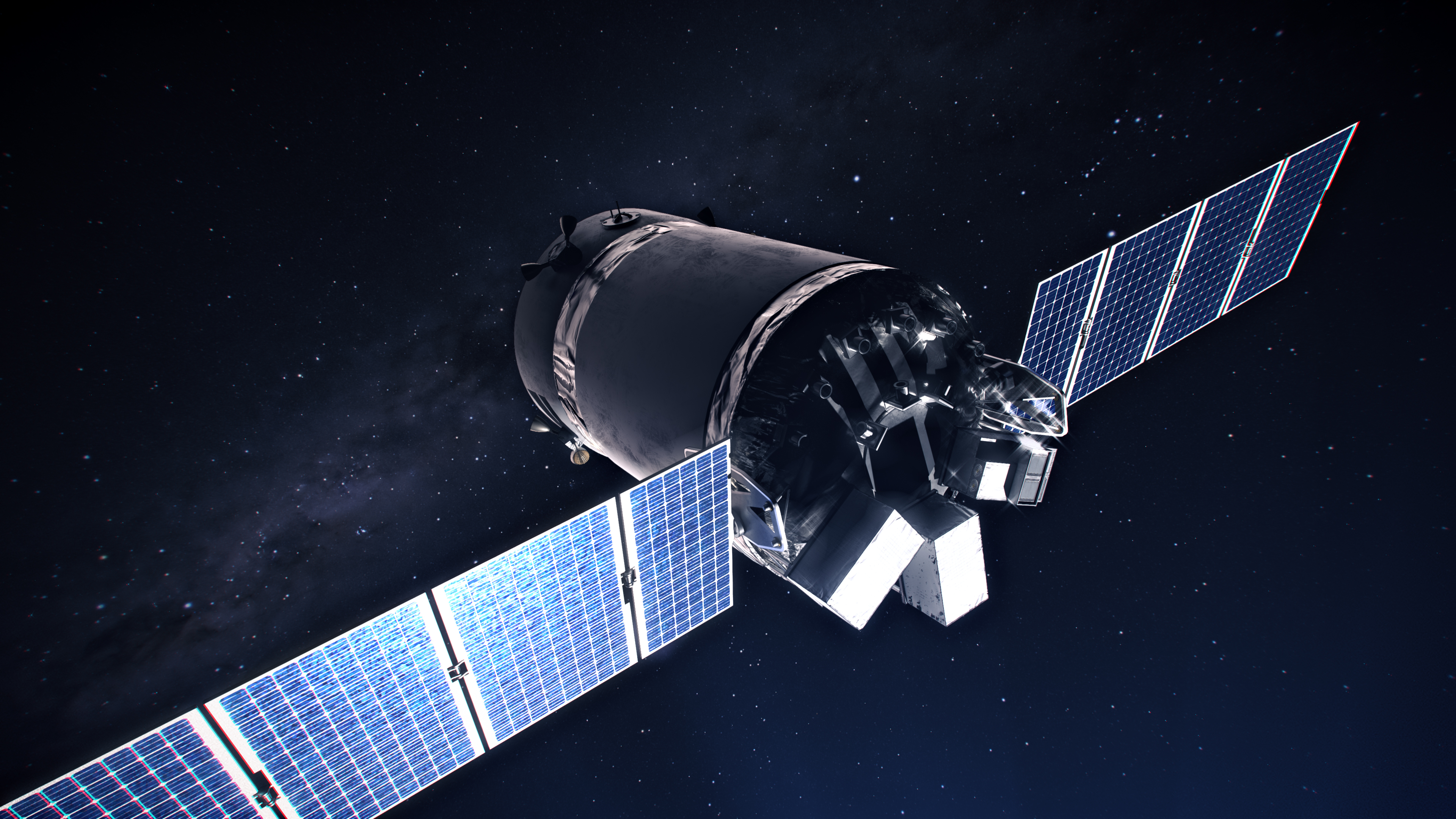
Voorstelling van een Dragon XL

De Dragon XL werd op 27 maart 2020 aangekondigd in het kader van NASA’s Artemisprogramma en zal vanaf 2024 de Lunar Gateway bevoorraden. Deze is groter dan eerdere Dragons en kan meer dan 5 ton aan vracht vervoeren naar het ruimtestation dat tegen die tijd in een baan om de Maan zal vliegen. Hoewel weinig details bekend zijn is aan de hand van een door NASA gebruikte illustratie te concluderen dat deze ook van een IDA-poort is voorzien.
Anders dan andere Dragons is deze uitvoering niet conisch maar cilindrisch van vorm wat erop duidt dat de Dragon XL niet is bedoeld om een terugkeer in de atmosfeer te doorstaan. Ook het feit dat de Draco-stuurmotoren uit de buitenkant steken duidt daarop. Het ruimteschip wordt in staat geacht een jaar aangekoppeld te blijven.
Om bij de Lunar Gateway te komen wordt een Falcon Heavy ingezet. De drukcabine is bij deze variant tijdens de lancering richting de upperstage van de raket gericht en de kofferbak naar voren en wordt ingesloten in een neuskegel die na het bereiken van de ruimte wordt afgeworpen. Het is anno 2020 nog niet bekend in welke mate de Falcon Heavy bij deze lanceringen herbruikbaar zal zijn. Dat hangt ook samen met welk vluchtprofiel men gebruikt om een baan om de maan te bereiken. Een kortere vlucht van enkele dagen kost veel meer energie dan een laag-energetisch traject dat voorziet in een trans-lunar injection na 40 dagen.

## U.S. Deorbit Vehicle
Het U.S. Deorbit Vehicle is een aangepaste Cargo Dragon met een verlengde achterbak die als voortstuwingsmodule functioneerd. SpaceX ontwikkelt deze sinds 2024 in opdracht van NASA om het ISS in 2030 op gecontroleerde wijze uit zijn baan om de aarde de atmosfeer in te duwen waarna het ISS grotendeels verbrand en delen neerstorten in zee. Het voertuig heeft zes maal zoveel brandstof en vier keer zoveel stuwkracht als een normale Dragon 2. Naast de zestien Draco-motoren die standaard op een Dragon zitten zullen er nog dertig stuks in de voortstuwingsmodule zitten. Er wordt een reeds bestaande Cargo Dragon als voorzijde gebruikt.